# Vaitupu (Wallis und Futuna)
Vaitupu ist ein Dorf und Hauptstadt des Distrikts Hihifo im Königreich Uvea, welches als Teil des französischen Überseegebiets Wallis und Futuna zu Frankreich gehört.

## Lage
Vaitupu liegt im Nordosten Hihifos und auch an der Nordostküste der Insel Uvea, welche zu den Wallis-Inseln gehört. Das Dorf ist weit verstreut und besteht überwiegend aus kleinen Häusern. Nur im küstennahen Osten des Dorfes zwischen den beiden Kirchen Eglise Saint-Pierre-et-Saint-Paul und der Chapelle Saint Pierre Chanel etwas weiter nördlich befindet sich eine etwas größere Häuserdichte.

## Bevölkerung
Die Bevölkerung nimmt genau wie in den übrigen Teilen Wallis und Futunas ab:
| Vaitupu: Einwohnerzahlen von 1996 bis 2013 | Vaitupu: Einwohnerzahlen von 1996 bis 2013 | Vaitupu: Einwohnerzahlen von 1996 bis 2013 | Vaitupu: Einwohnerzahlen von 1996 bis 2013 | Vaitupu: Einwohnerzahlen von 1996 bis 2013 |
| ------------------------------------------ | ------------------------------------------ | ------------------------------------------ | ------------------------------------------ | ------------------------------------------ |
| Jahr                                       |                                            |                                            |                                            | Einwohner                                  |
| 1996                                       | 1996                                       |                                            | 634                                        | 634                                        |
| 2003                                       | 2003                                       |                                            | 607                                        | 607                                        |
| 2006                                       | 2006                                       |                                            | 594                                        | 594                                        |
| 2008                                       | 2008                                       |                                            | 503                                        | 503                                        |
| 2013                                       | 2013                                       |                                            | 441                                        | 441                                        |
| Datenquelle: INSEE                         |                                            |                                            |                                            |                                            |

## Söhne und Töchter
- Susitino Sionepoe (* 1965), Ordensgeistlicher, Bischof von Wallis und Futuna